# Koenigsallee
Die Koenigsallee ist eine rund vier Kilometer lange Straße im Berliner Ortsteil Grunewald.

## Lage
Die Koenigsallee beginnt an der Hubertusallee nahe dem Rathenauplatz und zieht sich mitten durch die Villenkolonie Grunewald vorbei am Koenigssee. Von ihr zweigen verschiedene Seitenstraßen ab, unter anderem die Fontanestraße, Erdener Straße und die Wallotstraße. Außerdem hat die Mazedonische Botschaft ihren Sitz in der Koenigsallee 2–4. In der Villa Walther an der Koenigsallee 20a befand sich bis 2015 das Rumänische Kulturinstitut Titu Maiorescu. Die Straße endet an der Kreuzung mit dem Hüttenweg, von wo aus eine Verbindung zur Autobahn 115 (AVUS) besteht. An dieser Kreuzung wird die Koenigsallee als Onkel-Tom-Straße weitergeführt.

## Geschichte
Die Straße ist nach dem Bankier Felix Koenigs (1846–1900) benannt, der Ende des 19. Jahrhunderts Mitbegründer der Villenkolonie war. Die „Kurfürstendamm-Gesellschaft“ wurde im Dezember 1882 gegründet. Sie war verantwortlich für die Verhandlungen über den Kauf des Grunewalds von der damaligen Regierung in Potsdam, die am 31. Oktober 1889 erfolgreich abgeschlossen wurden. Im April 1889 begann man, das sumpfige Gebiet des Grunewalds trockenzulegen. Am 31. Oktober 1890 wurde die Genehmigung für den Aufbau der Villenkolonie Grunewald gegeben. Die Namensgebung durch Felix Koenigs erfolgte nach der Fertigstellung der Straße am 1. April 1895.
In der Zeit des Nationalsozialismus wurden jüdische Hausbesitzer zwangsenteignet. In die freigewordenen Villen zogen prominente Mitglieder der NSDAP, wie Hermann Göring und Joseph Goebbels.

## Prominente Anwohner
Im Laufe der Jahre wurde der Ortsteil Grunewald zu einer relativ teuren und beliebten Gegend in Berlin, in der sich zahlreiche Berliner Prominente niederließen.
Einige bekannte Anwohner der Koenigsallee:
- Sigrid Kressmann-Zschach, Koenigsallee 21
- Max Levy, Koenigsallee 27b, (Seegrundstück ab 1925)
- Arthur Pohl, Koenigsallee 30–32 (1958–1970)
- Hertha Thiele, Koenigsallee 37a
- Vicki Baum, Koenigsallee 45, 1989 Berliner Gedenktafel
- Carl Fürstenberg, Koenigsallee 53c–e (1989–1997 erinnerte eine Berliner Gedenktafel an ihn)
- Walther Rathenau, Koenigsallee 65 (damals: Nr. 22), auf den in der Koenigsallee nahe der Wallotstraße ein tödlicher Anschlag verübt wurde. Ein Gedenkstein erinnert dort daran.
- Brigitte Mira, Koenigsallee 83
- Ingeborg Bachmann, wohnte seit Juni 1963 in der Koenigsallee 35[2]
- Raoul von Koczalski, Koenigsallee 1 (bis 1948)
- Harald Juhnke, Koenigsallee 26 (1982–2001)
- Joseph Goebbels,  Koenigsallee 70 (bis 1945)
- Hermann Göring, Koenigsallee 68 (bis 1945)